# Nati il 26 febbraio
| Questa pagina contiene informazioni ricavate automaticamente dalle voci biografiche con l'ausilio del template Bio e di un bot. L'aggiornamento è periodico e automatico e ricostruisce completamente la pagina. Se manca una persona in questa lista, sei pregato di non aggiungerla, ma accertati piuttosto che la sua voce biografica contenga il template Bio e che i dati anagrafici siano correttamente compilati. Se il template Bio manca, inseriscilo tu stesso o, in alternativa, metti l'avviso {{tmp\|Bio}} che ne segnala la mancanza. Se i dati riportati sono sbagliati, correggi direttamente la voce biografica; le modifiche saranno visibili in questa lista entro pochi giorni. Per chiarimenti vedi il progetto biografie. La lista contiene solo le 1.226 persone che sono citate nell'enciclopedia e per le quali è stato implementato correttamente il template Bio. Pagina aggiornata al 9 ago 2025. |

## XIV secolo(1)
- 1361 - Venceslao di Lussemburgo, sovrano († 1419)

## XV secolo(1)
- 1418 - Cristoforo di Baviera, re († 1448)

## XVI secolo(6)
- 1524 - Giorgio Corner, vescovo cattolico italiano († 1578)
- 1535 - Marcantonio II Colonna, generale e ammiraglio italiano († 1584)
- 1537 - Cristoforo II di Baden-Rodemachern, nobile tedesco († 1575)
- 1584 - Alberto VI di Baviera, nobile tedesco († 1666)
- 1585 - Federico Cesi, nobile, scienziato e naturalista italiano († 1630)
- 1586 - Niccolò Cabeo, gesuita, filosofo e matematico italiano († 1650)

## XVII secolo(20)
- 1619 - Francesco Morosini, doge († 1694)
- 1625 - Carlo Celano, avvocato, letterato e religioso italiano († 1693)
- 1626 - Giovanni Cinelli Calvoli, medico, letterato e bibliografo italiano († 1706)
- 1629 - Archibald Campbell, IX conte di Argyll, politico e militare scozzese († 1685)
- 1633 - Gustavo Adolfo di Meclemburgo-Güstrow, duca († 1695)
- 1641 - José Guerrero de Torres, vescovo cattolico spagnolo († 1720)
- 1650 - Tomás Marín de Poveda, generale spagnolo († 1703)
- 1651 - Jean Beausire, architetto e ingegnere francese († 1743)
- 1656 - Abraham van der Wenne, incisore olandese († 1694)
- 1665 - Giorgio Augusto di Nassau-Idstein, nobile tedesco († 1721)
- 1671 - Anthony Ashley-Cooper, III conte di Shaftesbury, politico, filosofo e scrittore inglese († 1713)
- 1672 - Agostino Calmet, abate francese († 1757)
- 1677 - Nicola Fago, compositore italiano († 1745)
- 1679 - Claude-François Poullart des Places, presbitero francese († 1709)
- 1684 - Giovanni Biavi, scrittore, poeta e storico italiano († 1755)
- 1685 - Tolomeo III Saverio Gallio, VI duca di Alvito, nobile italiano († 1711)
- 1696 - Carlo De Dominicis, architetto italiano († 1758)
- 1696 - Leonard Schenck, incisore, disegnatore e editore olandese († 1767)
- 1697 - Giuseppe Pedretti, pittore italiano († 1778)
- 1697 - Edward Thompson, politico inglese († 1742)

## XVIII secolo(45)
- 1707 - Mariano Arciero, presbitero italiano († 1788)
- 1712 - Nasir Jang Mir Ahmad, principe indiano († 1750)
- 1714 - Biagio Bellotti, pittore, architetto e organista italiano († 1789)
- 1714 - James Hervey, presbitero, teologo e letterato inglese († 1758)
- 1717 - Giovanni Luca Zuzzeri, numismatico e archeologo italiano († 1746)
- 1720 - Giovanni Francesco Albani, cardinale e vescovo cattolico italiano († 1803)
- 1724 - Gottfried Heinrich Bach, compositore tedesco († 1763)
- 1725 - William Bouverie, I conte di Radnor, politico inglese († 1776)
- 1726 - Luigi Valadier, orafo e gioielliere italiano († 1785)
- 1728 - Antoine Baumé, chimico, farmacista e inventore francese († 1804)
- 1729 - Anders Chydenius, filosofo finlandese († 1803)
- 1729 - Bonaventura Corti, presbitero, scienziato e botanico italiano († 1813)
- 1730 - Johann Peter Wagner, scultore tedesco († 1809)
- 1740 - Giambattista Bodoni, incisore e tipografo italiano († 1813)
- 1741 - Camille Charles Le Clerc de Fresne, militare e politico francese († 1797)
- 1745 - Ferdinando Gasparo Turrini, organista e compositore italiano († 1829)
- 1746 - Maria Amalia d'Asburgo-Lorena, sovrana austriaca († 1804)
- 1748 - Luigi Fortis, gesuita italiano († 1829)
- 1751 - Giuseppe Orus, veterinario italiano († 1792)
- 1754 - Girolamo Fenaroli Avogadro, politico italiano († 1802)
- 1754 - Ferdinando Marescalchi, diplomatico e politico italiano († 1816)
- 1755 - Pietro Pallotta, liutaio italiano († 1830)
- 1756 - Diego Guicciardi, diplomatico, politico e banchiere italiano († 1837)
- 1756 - Christian Frederik Hansen, architetto danese († 1845)
- 1756 - Louis Charles d'Hervilly, generale e nobile francese († 1795)
- 1758 - Matthias Richards, politico statunitense († 1830)
- 1770 - Antonín Reicha, compositore ceco († 1836)
- 1772 - Gerhard von Kügelgen, pittore tedesco († 1820)
- 1775 - Adolf Stieler, cartografo tedesco († 1836)
- 1781 - José María Calatrava, politico e giurista spagnolo († 1846)
- 1782 - Louise de Guéhéneuc, nobildonna francese († 1856)
- 1783 - Federico Cocastelli di Montiglio, letterato italiano († 1847)
- 1785 - Anna Sundström, chimica svedese († 1871)
- 1786 - François Arago, matematico, fisico e astronomo francese († 1853)
- 1786 - Madame Saqui, circense, danzatrice e attrice francese († 1866)
- 1787 - André Coindre, presbitero francese († 1826)
- 1792 - Caleb Smith Woodhull, politico e avvocato statunitense († 1866)
- 1793 - Carl von Lutterotti, funzionario austriaco († 1872)
- 1793 - Maurizio Rorà di Lucerna, politico italiano († 1854)
- 1794 - Heinrich August Pierer, enciclopedista, lessicografo e editore tedesco († 1850)
- 1795 - Jacques-Aimé Meffre, architetto e archeologo francese († 1868)
- 1799 - Saturnino Calderón de la Barca y Collantes, nobile e politico spagnolo († 1864)
- 1800 - Lucius Lyon, politico statunitense († 1851)
- 1800 - Francesco Mensi, pittore italiano († 1888)
- 1800 - John Baptist Purcell, arcivescovo cattolico irlandese († 1883)

## XIX secolo(200)
- 1802 - Victor Hugo, scrittore, poeta e drammaturgo francese († 1885)
- 1803 - Arnold Adolph Berthold, scienziato tedesco († 1861)
- 1805 - Malika Jahan Khanum, sovrana persiana († 1873)
- 1806 - Francesco Saverio Massimo, cardinale italiano († 1848)
- 1807 - Alessandro Gandini, compositore italiano († 1871)
- 1807 - Théophile-Jules Pelouze, chimico francese († 1867)
- 1808 - Honoré Daumier, pittore e scultore francese († 1879)
- 1809 - Angelo Frondoni, compositore italiano († 1891)
- 1810 - Giovanni Antonio Vanoni, pittore svizzero († 1886)
- 1810 - Giuseppe Zurria, matematico italiano († 1896)
- 1812 - Luigi Giraldini, fantino italiano
- 1812 - Harry Grey, VIII conte di Stamford, nobile britannico († 1890)
- 1813 - Gustav Adolf Bergenroth, storico tedesco († 1869)
- 1813 - Joseph Franz von Colloredo-Mansfeld, militare, politico e nobile austriaco († 1895)
- 1814 - Charles Sainte-Claire Deville, geologo francese († 1876)
- 1815 - Giovanni Aldega, compositore italiano († 1862)
- 1815 - Christian Bartholmèss, scrittore, filosofo e critico letterario francese († 1856)
- 1817 - Alessandro Rizza, patriota e naturalista italiano († 1866)
- 1820 - Andrea Colonna di Stigliano, imprenditore e politico italiano († 1872)
- 1820 - Giuseppe Nuvolari, imprenditore e patriota italiano († 1897)
- 1821 - Francesco Paolo Ciaccio, patriota italiano († 1885)
- 1821 - Félix Ziem, pittore francese († 1911)
- 1822 - Pasquale Miglioretti, scultore italiano († 1881)
- 1823 - Vincenzo Dorsa, scrittore italiano († 1885)
- 1823 - Gustav Adolf von Hohenlohe-Schillingsfürst, cardinale tedesco († 1896)
- 1823 - Joseph LeConte, geologo statunitense († 1901)
- 1824 - Luisa Battistotti Sassi, patriota italiana († 1876)
- 1824 - Emil Victor Langlet, architetto svedese († 1898)
- 1825 - James Skivring Smith, politico liberiano († 1892)
- 1827 - Giuseppe Borchetta, patriota e ingegnere italiano († 1892)
- 1829 - Levi Strauss, imprenditore tedesco († 1902)
- 1831 - Filippo Marchetti, compositore italiano († 1902)
- 1832 - Thomas Anderson, botanico, medico e esploratore scozzese († 1870)
- 1832 - John George Nicolay, scrittore e funzionario statunitense († 1901)
- 1834 - Marco Lemmi, pittore e fotografo italiano († 1900)
- 1834 - Giuseppe Venanzio Olivieri, militare italiano († 1891)
- 1834 - Sebastiano Richiardi, anatomista e zoologo italiano († 1904)
- 1834 - Giuseppe Sciuti, pittore italiano († 1911)
- 1835 - Richard Andree, geografo tedesco († 1912)
- 1836 - Davide Consiglio, politico e banchiere italiano († 1925)
- 1836 - Elihu Vedder, pittore e poeta statunitense († 1923)
- 1838 - Bogdan Petriceicu Hasdeu, scrittore, filologo e storico romeno († 1907)
- 1840 - Fernando Franzolini, medico italiano († 1905)
- 1841 - Evelyn Baring, I conte di Cromer, ufficiale e politico britannico († 1917)
- 1842 - Nikolaus Dürkopp, imprenditore tedesco († 1918)
- 1842 - Camille Flammarion, astronomo, editore e divulgatore scientifico francese († 1925)
- 1843 - Placido Cerri, insegnante italiano († 1874)
- 1843 - Valentin le Désossé, ballerino francese († 1907)
- 1843 - Henry de Vilmorin, botanico e agronomo francese († 1899)
- 1845 - Berardo Candida Gonzaga, nobile, storico e genealogista italiano († 1920)
- 1846 - Buffalo Bill, militare statunitense († 1917)
- 1846 - Anna del Liechtenstein, principessa austriaca († 1924)
- 1848 - Léon de Janzé, dirigente sportivo e politico francese († 1910)
- 1849 - Franz Christian Boll, medico tedesco († 1879)
- 1849 - Geneviève Halévy, francese († 1926)
- 1850 - Eugenio Interguglielmi, fotografo italiano († 1911)
- 1851 - Paul Gautsch von Frankenthurn, politico e nobile austriaco († 1918)
- 1851 - Giovanni Maria Pellizzari, vescovo cattolico italiano († 1920)
- 1852 - Cesare Fogli, storico e genealogista italiano († 1925)
- 1852 - John Harvey Kellogg, medico statunitense († 1943)
- 1852 - Lauritz Kjær, tiratore a segno danese († 1932)
- 1853 - Carlo Alessandro Conighi, ingegnere italiano († 1950)
- 1855 - Karl Bulla, fotografo russo († 1929)
- 1855 - Johannes Gehrts, illustratore tedesco († 1921)
- 1856 - Sofia Bisi Albini, scrittrice e giornalista italiana († 1919)
- 1856 - Carlo Filippo Chiaffarino, scultore italiano († 1884)
- 1856 - Aurelio Magnani, clarinettista e compositore italiano († 1921)
- 1857 - Émile Coué, psicologo e farmacista francese († 1926)
- 1857 - Anton Donath, editore tedesco († 1940)
- 1858 - Pierre Mandonnet, presbitero, teologo e storiografo belga († 1936)
- 1860 - Giovanni Beltrami, pittore, illustratore e critico d'arte italiano († 1926)
- 1860 - George Ker, calciatore scozzese († 1922)
- 1860 - Luigi Pellizzo, arcivescovo cattolico italiano († 1936)
- 1860 - Erasmo Percopo, filologo e critico letterario italiano († 1928)
- 1861 - Fanny Brate, pittrice svedese († 1940)
- 1861 - Godfrey Lowell Cabot, imprenditore e filantropo statunitense († 1962)
- 1861 - Ferdinando I di Bulgaria, nobile e politico austriaco († 1948)
- 1861 - Adolph Lestina, attore statunitense († 1940)
- 1864 - Alfred Bachelet, compositore, direttore d'orchestra e docente francese († 1944)
- 1864 - John Evershed, astronomo britannico († 1956)
- 1866 - Aurelio Galli, cardinale italiano († 1929)
- 1867 - Ugo Ancona, ingegnere e politico italiano († 1936)
- 1867 - Joe Cunningham, tennista statunitense († 1951)
- 1867 - Alexander Kircher, pittore austro-ungarico († 1939)
- 1868 - Leonard Borwick, pianista inglese († 1925)
- 1868 - Venceslau Brás, avvocato e politico brasiliano († 1966)
- 1868 - Bertha Worms, pittrice e insegnante francese († 1937)
- 1869 - Alberto di Schleswig-Holstein, principe inglese († 1931)
- 1869 - Rosalind Bingham, nobildonna irlandese († 1958)
- 1869 - Nadežda Konstantinovna Krupskaja, rivoluzionaria, pedagogista e politica russa († 1939)
- 1869 - Olphert Stanfield, calciatore nordirlandese († 1952)
- 1870 - Thomas Byles, presbitero inglese († 1912)
- 1870 - Frank Samuelsen e George Harbo, marinaio norvegese († 1946)
- 1870 - Ragnar Sohlman, manager svedese († 1948)
- 1874 - Gabrielle Bossis, attrice, scrittrice e mistica francese († 1950)
- 1874 - Mario Caserini, regista, attore e sceneggiatore italiano († 1920)
- 1874 - Emma Dunn, attrice statunitense († 1966)
- 1874 - Nikolaj Sergeevič Korotkov, chirurgo russo († 1920)
- 1875 - Rinaldo Beretta, presbitero e storico italiano († 1976)
- 1875 - Frederick Hamilton-Temple-Blackwood, III marchese di Dufferin e Ava, politico e ufficiale inglese († 1930)
- 1875 - Milan Neralić, schermidore croato († 1918)
- 1875 - Richard Wetz, compositore tedesco († 1935)
- 1876 - Anteo Carapezzi, ciclista su strada, pistard e dirigente sportivo italiano († 1957)
- 1876 - Agustín Pedro Justo, politico e generale argentino († 1943)
- 1877 - Celestina Boninsegna, soprano italiano († 1947)
- 1877 - Antonio Chiaramonte Bordonaro, diplomatico italiano († 1932)
- 1877 - Rudolph Dirks, fumettista statunitense († 1968)
- 1877 - Giuseppe Gola, botanico italiano († 1956)
- 1877 - Wallace Fard Muhammad, predicatore e religioso statunitense
- 1878 - Emmy Destinn, soprano ceco († 1930)
- 1879 - Frank Bridge, compositore, violista e direttore d'orchestra britannico († 1941)
- 1879 - Frank Greer, canottiere statunitense († 1943)
- 1879 - Paul Grümmer, violoncellista tedesco († 1965)
- 1879 - Mabel Dodge Luhan, mecenate e scrittrice statunitense († 1962)
- 1880 - Luigi Calderini, pittore e scultore italiano († 1973)
- 1880 - Mario Caracciolo di Feroleto, generale italiano († 1954)
- 1880 - Kenneth Edgeworth, astronomo e economista irlandese († 1972)
- 1880 - Pasquale La Rotella, compositore italiano († 1963)
- 1880 - Lionel Logue, scienziato australiano († 1953)
- 1880 - Gyula Strausz, discobolo, giavellottista e lunghista ungherese († 1949)
- 1881 - Hans Reiter, medico e criminale di guerra tedesco († 1969)
- 1881 - Leopold Sax, calciatore austriaco († 1915)
- 1882 - Costantino Bresciani Turroni, economista e politico italiano († 1963)
- 1882 - Umberto Cisotti, matematico e fisico italiano († 1946)
- 1882 - Henri Dubois, ciclista su strada belga († 1966)
- 1882 - Robert Falco, magistrato francese († 1960)
- 1882 - Husband Kimmel, ammiraglio statunitense († 1968)
- 1882 - Walther Lucht, generale tedesco († 1949)
- 1882 - Pierre Mac Orlan, artista e scrittore francese († 1970)
- 1882 - Imre Pozsonyi, calciatore e allenatore di calcio ungherese († 1963)
- 1882 - Jan Sajdak, filologo classico e bizantinista polacco († 1967)
- 1883 - Nigel Barker, velocista australiano († 1948)
- 1883 - Maria Raffaela Coppola, religiosa italiana († 1922)
- 1883 - Johann Eibel, sollevatore austriaco († 1966)
- 1883 - John Johansen, velocista e giavellottista norvegese († 1947)
- 1884 - Alberto Batori, scacchista e compositore di scacchi italiano († 1923)
- 1884 - Harry Benham, attore statunitense († 1969)
- 1884 - Francesco Borgongini Duca, cardinale e arcivescovo cattolico italiano († 1954)
- 1884 - Michele De Pietro, politico e avvocato italiano († 1967)
- 1884 - Ernesto García, politico messicano († 1955)
- 1884 - Gavino Pizzolato, generale italiano († 1943)
- 1884 - John Cyril Porte, pioniere dell'aviazione e ufficiale britannico († 1919)
- 1884 - Massimo Rocca, giornalista e politico italiano († 1973)
- 1884 - Emil Rothe, ginnasta e multiplista statunitense († 1966)
- 1885 - Eugen Kipp, calciatore tedesco († 1931)
- 1885 - José de la Riva-Agüero y Osma, filosofo, politico e storico peruviano († 1944)
- 1885 - Aleksandras Stulginskis, politico lituano († 1969)
- 1886 - Elizabeth Hawley Gasque, politica statunitense († 1989)
- 1886 - Mihri Müşfik Hanım, pittrice turca († 1954)
- 1886 - Clarissa Selwynne, attrice inglese († 1948)
- 1886 - Adila d'Arányi Fachiri, violinista ungherese († 1962)
- 1887 - Grover Cleveland Alexander, giocatore di baseball statunitense († 1950)
- 1887 - Fratelli Calvi, militare e alpinista italiano († 1920)
- 1887 - William Frawley, attore statunitense († 1966)
- 1888 - Mario Castoldi, ingegnere italiano († 1968)
- 1888 - Gladden James, attore statunitense († 1948)
- 1888 - John Leipold, compositore statunitense († 1970)
- 1889 - Galeno Ceccarelli, chirurgo italiano († 1970)
- 1889 - Ernst Rokosch, calciatore tedesco († 1914)
- 1889 - Anton Wegscheider, calciatore austriaco († 1916)
- 1890 - Achille Funi, pittore italiano († 1972)
- 1890 - Fred Thomson, attore statunitense († 1928)
- 1890 - Chance M. Vought, aviatore e progettista statunitense († 1930)
- 1891 - Valerio Abbondio, poeta e insegnante svizzero († 1958)
- 1891 - Carlo Carcano, allenatore di calcio e calciatore italiano († 1965)
- 1891 - J. H. Kramers, arabista e islamista olandese († 1951)
- 1891 - Enrico Mazzola, pittore italiano († 1915)
- 1891 - Giovanni Battista Rocca, presbitero, partigiano e inventore italiano († 1965)
- 1891 - Paolo Scheidler, calciatore italiano († 1977)
- 1892 - Sandro Collino, dirigente sportivo e calciatore italiano († 1918)
- 1892 - Helge Ekroth, calciatore svedese († 1950)
- 1893 - Fulcieri Paulucci di Calboli, militare italiano († 1919)
- 1893 - Umberto Sclanizza, attore italiano († 1951)
- 1893 - Roberto José Tavella, arcivescovo cattolico argentino († 1963)
- 1894 - Wilhelm Bittrich, generale tedesco († 1979)
- 1894 - Alejandro Elordi, calciatore argentino
- 1894 - James A. FitzPatrick, regista, sceneggiatore e produttore cinematografico statunitense († 1980)
- 1894 - Tiny Sandford, attore statunitense († 1961)
- 1894 - Michele Valenti, politico italiano († 1949)
- 1895 - Claire Bauroff, ballerina tedesca († 1984)
- 1895 - Hans Hecker, generale tedesco († 1979)
- 1895 - Leslie Joy Whitehead, militare canadese († 1964)
- 1896 - Ilean Hume, attrice canadese († 1978)
- 1896 - Andrej Aleksandrovič Ždanov, politico sovietico († 1948)
- 1897 - Romolo Costa, attore e doppiatore italiano († 1965)
- 1897 - Frank Ellis, attore statunitense († 1969)
- 1898 - Konstantin Biebl, poeta ceco († 1951)
- 1898 - Merrill De Maris, fumettista statunitense († 1948)
- 1898 - Aleksander Jabłoński, fisico polacco († 1980)
- 1898 - František Krejčí, calciatore cecoslovacco († 1975)
- 1899 - Marcel Dangles, calciatore francese († 1974)
- 1899 - Gustavo Gay, calciatore italiano († 1966)
- 1899 - Max Petitpierre, politico svizzero († 1994)
- 1900 - Eugen Allwein, alpinista, medico e sportivo tedesco († 1982)
- 1900 - Anton Augustín Baník, storico, filosofo e filologo slovacco († 1978)
- 1900 - Margarita Ferreras, poetessa spagnola († 1964)
- 1900 - Jean Negulesco, regista, sceneggiatore e attore rumeno († 1993)
- 1900 - Alois Pupp, politico italiano († 1969)
- 1900 - Tommaso Spasari, avvocato e politico italiano († 1971)
- 1900 - Fritz Wiessner, alpinista e chimico tedesco († 1988)

## XX secolo(917)
- 1901 - József Braun, calciatore ungherese († 1943)
- 1901 - Werner Kaegi, storico svizzero († 1979)
- 1901 - Josef Kollmer, militare e poliziotto tedesco († 1948)
- 1901 - Emilia Rensi, saggista italiana († 1990)
- 1902 - Andjar Asmara, regista, sceneggiatore e drammaturgo indonesiano († 1961)
- 1902 - Ettore De Mura, paroliere e saggista italiano († 1977)
- 1902 - Giuseppe Facoetti, calciatore italiano
- 1902 - Sante Ferrato, ciclista su strada italiano († 1977)
- 1902 - Rudolf Moralt, direttore d'orchestra tedesco († 1958)
- 1902 - Massimo Olivetti, imprenditore italiano († 1949)
- 1902 - Fred Sheffield, canottiere statunitense († 1971)
- 1902 - Nikolaj Starostin, allenatore di calcio, calciatore e hockeista su ghiaccio sovietico († 1996)
- 1902 - Vercors, scrittore e illustratore francese († 1991)
- 1903 - Jan Fethke, sceneggiatore, regista e scrittore polacco († 1980)
- 1903 - Giuseppe Gabrielli, ingegnere italiano († 1987)
- 1903 - Giulio Natta, ingegnere chimico italiano († 1979)
- 1903 - Orde Charles Wingate, generale britannico († 1944)
- 1904 - Agostino Di Stefano Genova, politico italiano († 1984)
- 1904 - Luigi Ferrero, allenatore di calcio e calciatore italiano († 1984)
- 1904 - Emīls Urbāns, calciatore lettone († 1989)
- 1905 - Robert Byron, scrittore inglese († 1941)
- 1905 - Milly, cantante e attrice italiana († 1980)
- 1905 - Maurice Raizman, scacchista e ingegnere francese († 1974)
- 1906 - Édouard Artigas, schermidore francese († 2001)
- 1906 - Aldo Beolchini, generale e partigiano italiano († 1994)
- 1906 - Joseph Beresford, calciatore inglese († 1978)
- 1906 - Madeleine Carroll, attrice britannica († 1987)
- 1906 - Nedda Falzolgher, poetessa e scrittrice italiana († 1956)
- 1906 - Aligi Onniboni, avvocato, enigmista e politico italiano († 1986)
- 1906 - Fernand Picard, progettista francese († 1993)
- 1907 - Lala Aufsberg, fotografa tedesca († 1976)
- 1907 - John Bowlby, psicologo, medico e psicoanalista britannico († 1990)
- 1907 - Dub Taylor, attore statunitense († 1994)
- 1907 - Shirō Teshima, calciatore giapponese († 1982)
- 1908 - Tex Avery, regista, animatore e doppiatore statunitense († 1980)
- 1908 - Néstor Mesta Chaires, tenore messicano († 1971)
- 1908 - Vernon DeMars, architetto e insegnante statunitense († 2005)
- 1908 - Salvatore Foderaro, giurista e politico italiano († 1979)
- 1908 - Oscar Hierschel de Minerbi, tennista e diplomatico italiano († 1951)
- 1908 - Shimun XXI Eshai, vescovo cristiano orientale siro († 1975)
- 1908 - Jean-Pierre Wimille, pilota automobilistico e agente segreto francese († 1949)
- 1909 - Gunnar Andersen, saltatore con gli sci norvegese († 1988)
- 1909 - Ralph Berzsenyi, tiratore a segno ungherese († 1978)
- 1909 - Claude Cahen, arabista e storico francese († 1991)
- 1909 - August Lehmann, calciatore svizzero († 1973)
- 1909 - Talal di Giordania, sovrano giordano († 1972)
- 1909 - Michel Tapié, critico d'arte francese († 1987)
- 1910 - Albino Cuppo, cestista italiano
- 1910 - Sergej Georgievič Gorškov, ammiraglio e politico sovietico († 1988)
- 1910 - Nancy Lyle, tennista britannica († 1986)
- 1910 - Alexander Matuška, critico letterario e saggista slovacco († 1975)
- 1910 - Daniël Noteboom, scacchista olandese († 1932)
- 1910 - Carlo Pontiggia, calciatore italiano
- 1910 - Ferdinando Santarello, calciatore italiano († 1975)
- 1910 - Vic Woodley, calciatore inglese († 1978)
- 1911 - Henri De Pauw, pallanuotista belga († 1973)
- 1911 - Walter Georg Kühne, paleontologo tedesco († 1991)
- 1911 - Tarō Okamoto, pittore, scultore e scrittore giapponese († 1996)
- 1911 - Albina Osipowich, nuotatrice statunitense († 1964)
- 1912 - Iuliu Bodola, calciatore e allenatore di calcio rumeno († 1993)
- 1912 - Maisie Carr, ecologo e botanica australiana († 1988)
- 1912 - Dane Clark, attore statunitense († 1998)
- 1912 - Remigio Del Grosso, sceneggiatore e regista italiano († 1984)
- 1912 - Assia Noris, attrice russa († 1998)
- 1912 - Franco Sassi, pittore e incisore italiano († 1993)
- 1913 - Víctor Bilbao, calciatore spagnolo
- 1913 - Remo Cacciafesta, matematico italiano
- 1913 - Stefano Casadio, presbitero italiano († 2001)
- 1913 - Werner Dubois, militare tedesco († 1971)
- 1913 - Carla Gavazzi, soprano italiano († 2008)
- 1913 - Minoru Honda, astronomo giapponese († 1990)
- 1913 - Hermann Lenz, scrittore tedesco († 1998)
- 1913 - David Looker, bobbista britannico († 1995)
- 1913 - Maria Paola Muzzeddu, religiosa italiana († 1971)
- 1913 - Laura Nucci, attrice italiana († 1994)
- 1913 - Ferruccio Ratti, calciatore italiano
- 1913 - Fanfulla, attore, comico e trasformista italiano († 1971)
- 1914 - Robert Alda, attore, cantante e ballerino statunitense († 1986)
- 1914 - Antonio Cardile, pittore, scultore e incisore italiano († 1986)
- 1914 - Fritz Landertinger, canoista austriaco († 1943)
- 1914 - Witold Rowicki, direttore d'orchestra polacco († 1999)
- 1915 - Raúl Anguiano, pittore messicano († 2006)
- 1915 - Raffaele Anguilla, calciatore e allenatore di calcio italiano († 2013)
- 1916 - Charles Currey, velista britannico († 2010)
- 1916 - Jackie Gleason, attore, compositore e conduttore televisivo statunitense († 1987)
- 1916 - Alberto Guidi, politico italiano († 1973)
- 1916 - Renato Moglia, ufficiale e aviatore italiano († 1943)
- 1916 - Carmelo Onorato, militare italiano († 1943)
- 1917 - Robert La Caze, pilota automobilistico francese († 2015)
- 1917 - Hans Mengel, calciatore tedesco († 1941)
- 1917 - Bertil Nordahl, calciatore e allenatore di calcio svedese († 1998)
- 1917 - Robert Taft Jr., politico statunitense († 1993)
- 1918 - Joan Horan, arciera e nuotatrice irlandese († 1965)
- 1918 - Lloyd Geering, pastore protestante e teologo neozelandese
- 1918 - Karel Horák, calciatore cecoslovacco († 1988)
- 1918 - Osmar Maderna, pianista, direttore d'orchestra e compositore argentino († 1951)
- 1918 - Bruno Pini, matematico italiano († 2007)
- 1918 - Theodore Sturgeon, autore di fantascienza statunitense († 1985)
- 1919 - Mason Adams, attore statunitense († 2005)
- 1919 - Frank Donovan, calciatore gallese († 2003)
- 1919 - Mark Ertel, cestista statunitense († 2010)
- 1919 - Rie Mastenbroek, nuotatrice olandese († 2003)
- 1920 - Hilmar Baunsgaard, politico danese († 1989)
- 1920 - Renzo Chiodi, calciatore e allenatore di calcio italiano
- 1920 - Giovanni Battista Columbu, politico italiano († 2012)
- 1920 - Henri Crolla, chitarrista italiano († 1960)
- 1920 - Michael Pate, attore e regista australiano († 2008)
- 1920 - Gisèle Prassinos, scrittrice francese († 2015)
- 1920 - Tony Randall, attore, comico e cantante statunitense († 2004)
- 1920 - Gherardo del Colle, poeta, scrittore e francescano italiano († 1978)
- 1921 - Betty Hutton, attrice e cantante statunitense († 2007)
- 1921 - Berardo Lanciaprima, calciatore italiano († 1996)
- 1921 - Angelo Mangiarotti, architetto, designer e urbanista italiano († 2012)
- 1922 - William Baumol, economista statunitense († 2017)
- 1922 - Jose Diokno, politico, attivista e avvocato filippino († 1987)
- 1922 - Raffaele Guaita, calciatore italiano († 1996)
- 1922 - Margaret Leighton, attrice inglese († 1976)
- 1922 - Renato Polselli, regista e sceneggiatore italiano († 2006)
- 1922 - Karl Aage Præst, calciatore danese († 2011)
- 1922 - Jack Ritchie, scrittore statunitense († 1983)
- 1923 - Giuseppe Borzellino, magistrato italiano († 2000)
- 1923 - Nino Dal Fabbro, attore, doppiatore e regista italiano († 1980)
- 1923 - Isaurinha Garcia, cantante brasiliana († 1993)
- 1923 - Guy Lefrant, cavaliere francese († 1993)
- 1923 - Fulvio Martini, ammiraglio italiano († 2003)
- 1923 - Jim Spruill, giocatore di football americano, allenatore di football americano e cestista statunitense († 2006)
- 1923 - Augusto Timoteo Vandor, sindacalista argentino († 1969)
- 1924 - Freda Betti, mezzosoprano francese († 1979)
- 1924 - Paolo Heusch, regista e sceneggiatore italiano († 1982)
- 1924 - Billy Higgins, calciatore inglese († 1981)
- 1924 - Chuck Mrazovich, cestista e allenatore di pallacanestro statunitense († 2020)
- 1924 - Tex Ritter, cestista e allenatore di pallacanestro statunitense († 2004)
- 1924 - Antonio Secchi, direttore della fotografia e regista italiano († 2013)
- 1924 - Noboru Takeshita, politico giapponese († 2000)
- 1925 - John Llewellyn Moxey, regista britannico († 2019)
- 1925 - Tullio Pitacco, cestista italiano († 1946)
- 1925 - Giancarlo Rossi, politico italiano († 2013)
- 1926 - Doris Belack, attrice e doppiatrice statunitense († 2011)
- 1926 - Gabino Díaz Merchán, arcivescovo cattolico spagnolo († 2022)
- 1926 - Verne Gagne, wrestler e giocatore di football americano statunitense († 2015)
- 1926 - H.M., statunitense († 2008)
- 1926 - Konstantin Križevskij, calciatore sovietico († 2000)
- 1926 - Miroslava, attrice cecoslovacca († 1955)
- 1926 - Vittoria Mongardi, cantante e attrice italiana († 1975)
- 1926 - Angiola Maria Romanini, storica dell'arte italiana († 2002)
- 1926 - Pasquale Simonetti, mafioso italiano († 1955)
- 1926 - Cynthia Stone, attrice televisiva statunitense († 1988)
- 1926 - Saverio Ungheri, scultore italiano († 2013)
- 1927 - Gian Mario Albani, sindacalista e politico italiano († 2017)
- 1927 - Bo Lindgren, compositore di scacchi svedese († 2011)
- 1927 - Piero Vivarelli, regista, sceneggiatore e attore italiano († 2010)
- 1928 - Fats Domino, cantautore e pianista statunitense († 2017)
- 1928 - Anatolij Vasil'evič Filipčenko, cosmonauta sovietico († 2022)
- 1928 - Odo Marquard, filosofo tedesco († 2015)
- 1928 - Ariel Sharon, politico e generale israeliano († 2014)
- 1928 - Giorgio Torelli, giornalista e scrittore italiano († 2023)
- 1929 - Paolo Ferrari, attore, doppiatore e conduttore televisivo italiano († 2018)
- 1929 - Hideo Gosha, regista giapponese († 1992)
- 1929 - Carl Haas, pilota automobilistico e imprenditore statunitense († 2016)
- 1929 - Ron Hayes, attore statunitense († 2004)
- 1929 - Evgenij Sal'cyn, ex pallanuotista sovietico
- 1929 - Emanuele Severino, filosofo italiano († 2020)
- 1930 - Lazar' Naumovič Berman, pianista russo († 2005)
- 1930 - Giulio Cardini, scultore italiano († 2007)
- 1930 - Giancarlo De Carolis, politico e avvocato italiano († 1999)
- 1930 - Robert Francis, attore statunitense († 1955)
- 1930 - Vic Janowicz, giocatore di baseball e giocatore di football americano statunitense († 1996)
- 1930 - Vladimir Kesarev, calciatore e allenatore di calcio sovietico († 2015)
- 1930 - Alberto Manfredi, pittore e incisore italiano († 2001)
- 1931 - Melvin Bernhardt, regista statunitense († 2015)
- 1931 - Ally MacLeod, allenatore di calcio e calciatore scozzese († 2004)
- 1931 - Nicola Molè, politico e avvocato italiano († 2023)
- 1931 - Claude Piron, esperantista, linguista e psicologo svizzero († 2008)
- 1931 - Jacques Rouxel, animatore francese († 2004)
- 1931 - René Seghini, calciatore argentino († 2016)
- 1931 - Henri Serre, attore francese († 2023)
- 1931 - Josephine Tewson, attrice britannica († 2022)
- 1932 - Claudio Beorchia, politico italiano
- 1932 - Johnny Cash, cantautore e chitarrista statunitense († 2003)
- 1932 - Eric Davis, calciatore inglese († 2007)
- 1933 - Irina Begljakova, discobola sovietica († 2018)
- 1933 - Godfrey Cambridge, attore statunitense († 1976)
- 1933 - Ljubomyr Huzar, cardinale ucraino († 2017)
- 1933 - Ken Townsend, tecnico del suono britannico
- 1934 - Vito Annicchiarico, attore italiano († 2022)
- 1934 - Giuseppe Chiaravalloti, magistrato e politico italiano († 2025)
- 1934 - Eugenio Gaburri, psicoanalista italiano († 2012)
- 1934 - Joe Holup, cestista e allenatore di pallacanestro statunitense († 1998)
- 1934 - Mohammed Lakhdar-Hamina, regista cinematografico, sceneggiatore e produttore cinematografico algerino († 2025)
- 1935 - Azzedine Alaïa, stilista tunisino († 2017)
- 1935 - Sergio Bazzini, regista e sceneggiatore italiano († 2025)
- 1935 - Knut Brogaard, calciatore norvegese († 2004)
- 1935 - Roman Malinowski, politico polacco († 2021)
- 1935 - Artur Rasizadə, politico azero
- 1935 - Dorval Rodrigues, calciatore brasiliano († 2021)
- 1935 - Jane Wagner, scrittrice, regista e produttrice cinematografica statunitense
- 1936 - José Policarpo, cardinale e patriarca cattolico portoghese († 2014)
- 1936 - Adem Demaçi, politico e scrittore kosovaro († 2018)
- 1936 - Cyrus Faryar, chitarrista e compositore iraniano
- 1936 - Bengt Frännfors, ex lottatore svedese
- 1936 - Bent Løfqvist, calciatore danese († 2022)
- 1936 - Brian Newbould, compositore, direttore d'orchestra e scrittore inglese
- 1936 - Antonio Paradiso, scultore italiano
- 1936 - Buddy Werner, sciatore alpino statunitense († 1964)
- 1937 - Tevester Anderson, allenatore di pallacanestro statunitense
- 1937 - Walter Armanini, politico italiano († 1999)
- 1937 - Eduardo Arroyo, pittore spagnolo († 2018)
- 1937 - Giuliano Avanzini, medico e neurofisiologo italiano
- 1937 - Manlio Collavini, politico italiano
- 1937 - Iba Der Thiam, storico e politico senegalese († 2020)
- 1937 - Manmohan Desai, regista e produttore cinematografico indiano († 1994)
- 1937 - Tates Locke, allenatore di pallacanestro e dirigente sportivo statunitense († 2024)
- 1937 - Leonid Marjagin, regista sovietico († 2003)
- 1937 - Cliff Osmond, attore e docente statunitense († 2012)
- 1937 - Alberto Valsecchi, ex calciatore italiano
- 1937 - José Yudica, calciatore e allenatore di calcio argentino († 2021)
- 1938 - Brian Kilby, maratoneta britannico († 2024)
- 1938 - Róbert Kisuczky, calciatore ungherese († 1965)
- 1938 - Evagoras Pallikarides, guerrigliero e poeta cipriota († 1957)
- 1939 - Ulli Kinalzik, attore e doppiatore tedesco
- 1939 - Wilson Simonal, cantante brasiliano († 2000)
- 1939 - Chuck Wepner, ex pugile statunitense
- 1940 - Jean Failler, scrittore francese
- 1940 - Vadim Kapranov, cestista e allenatore di pallacanestro sovietico († 2021)
- 1940 - Mario Novelli, attore italiano († 2016)
- 1940 - Agneta Pleijel, scrittrice e poetessa svedese
- 1940 - Whitney Smith, storico e disegnatore statunitense († 2016)
- 1940 - Tsunenari Tokugawa, politico giapponese
- 1941 - Vincent Landel, arcivescovo cattolico francese
- 1941 - Alberto Mari, allenatore di calcio e ex calciatore italiano
- 1941 - Franco Meloni, politico italiano († 2002)
- 1941 - Giovanni Perich, poeta e scrittore italiano († 2013)
- 1941 - Umberto Piersanti, poeta italiano
- 1941 - Carla Maria Puccini, conduttrice televisiva e attrice italiana
- 1941 - Don Schain, regista, sceneggiatore e produttore cinematografico statunitense († 2015)
- 1942 - Jozef Adamec, allenatore di calcio e calciatore cecoslovacco († 2018)
- 1942 - Concetta Carestia Lanciaux, dirigente d'azienda italiana
- 1942 - Mario Cresci, fotografo italiano
- 1942 - Wolf Gremm, regista e sceneggiatore tedesco († 2015)
- 1942 - Lucio Strumendo, politico italiano
- 1943 - Bill Duke, attore, regista e produttore cinematografico statunitense
- 1943 - Dante Ferretti, scenografo e costumista italiano
- 1943 - Bob Hite, cantante e musicista statunitense († 1981)
- 1943 - Johnny Höglin, ex pattinatore di velocità su ghiaccio svedese
- 1943 - Kazimira Prunskienė, politica lituana
- 1943 - Albert Russo, scrittore, poeta e fotografo belga
- 1943 - Giuseppe Sparacino, politico italiano
- 1944 - Alberto Argenton, psicologo, pedagogista e artista italiano († 2015)
- 1944 - Dossie Easton, scrittrice e psicoterapeuta statunitense
- 1944 - Volodymyr Kaplyčnyj, calciatore sovietico († 2004)
- 1944 - Michael Köhler, ex slittinista tedesco orientale
- 1944 - Ronald Lauder, imprenditore statunitense
- 1944 - Esteban Lazo, politico cubano
- 1944 - Maria Creuza, cantante brasiliana
- 1944 - Gianfranco Piccioli, produttore cinematografico, regista e sceneggiatore italiano († 2022)
- 1944 - Hans-Joachim Plötz, ex tennista tedesco
- 1944 - John Rahn, fagottista e compositore statunitense
- 1944 - John Sleeuwenhoek, calciatore inglese († 1989)
- 1944 - Mayo Thompson, musicista e artista statunitense
- 1944 - Giovanni Viel, geologo, urbanista e politico italiano († 2009)
- 1944 - Corrie Winkel, ex nuotatrice olandese
- 1945 - Kelvin Barclay, ex calciatore trinidadiano
- 1945 - Roland Berland, ex ciclista su strada francese
- 1945 - Juan Carlos Buzzetti, allenatore di calcio uruguaiano
- 1945 - Yvonne Carbonaro, scrittrice, saggista e giornalista italiana
- 1945 - Giannīs Iōannidīs, cestista, allenatore di pallacanestro e politico greco († 2023)
- 1945 - Jan Jansen, ex pistard olandese
- 1945 - Jan Klijnjan, calciatore olandese († 2022)
- 1945 - Vladimir Kosinskij, nuotatore sovietico († 2011)
- 1945 - Marta Kristen, attrice norvegese
- 1945 - Bernard Plossu, fotografo francese
- 1945 - Aleksander Skiba, pallavolista e allenatore di pallavolo polacco († 2000)
- 1946 - Colin Bell, calciatore inglese († 2021)
- 1946 - Pier Angelo Boffi, calciatore svizzero († 2015)
- 1946 - Willy Brokamp, ex calciatore olandese
- 1946 - Mario Brugnera, ex calciatore italiano
- 1946 - Antonio Cripezzi, cantante e tastierista italiano († 2022)
- 1946 - Danuta Fromm, ex cestista polacca
- 1946 - Roman Jakóbczak, ex calciatore polacco
- 1946 - Robert Le Gall, arcivescovo cattolico francese
- 1946 - Roberto Maragliano, pedagogista italiano
- 1946 - Aad Oudt, ex nuotatore olandese
- 1946 - Bingo Smith, cestista statunitense († 2023)
- 1946 - Ahmed Zewail, chimico e fisico egiziano († 2016)
- 1947 - Giulio Costantini, ex hockeista su ghiaccio italiano
- 1947 - Enzo Gallo, produttore cinematografico italiano
- 1947 - Janusz Kierzkowski, pistard polacco († 2011)
- 1947 - Rodolfo Maltese, chitarrista, trombettista e compositore italiano († 2015)
- 1947 - Jan Nilsson, ex slittinista svedese
- 1947 - Steve Rexe, hockeista su ghiaccio canadese († 2013)
- 1947 - Sandie Shaw, cantante britannica
- 1948 - Ruy Castro, giornalista, scrittore e traduttore brasiliano
- 1948 - David Edgar, commediografo britannico
- 1948 - Priscilla Lopez, attrice, ballerina e cantante statunitense
- 1948 - Boutros Marayati, arcivescovo cattolico siriano
- 1948 - Sharyn McCrumb, scrittrice statunitense
- 1948 - Djuro Šorgić, calciatore jugoslavo († 2012)
- 1949 - Simon Crean, politico australiano († 2023)
- 1949 - Elizabeth George, scrittrice statunitense
- 1949 - Kazuo Kawasaki, designer giapponese
- 1949 - Emma Kirkby, soprano inglese
- 1949 - Giusto Lo Piparo, attore, umorista e sceneggiatore italiano
- 1950 - Jonathan Cain, tastierista statunitense
- 1950 - Andrzej Celiński, politico e attivista polacco
- 1950 - Helen Clark, politica neozelandese
- 1950 - Betty-Ann Grubb, ex tennista statunitense
- 1951 - Manuel Barbosa, allenatore di calcio e ex calciatore portoghese
- 1951 - Vladimir Barnašov, ex biatleta e sciatore di pattuglia militare sovietico
- 1951 - Steve Bell, fumettista inglese
- 1951 - Ricardo Cano, ex tennista argentino
- 1951 - Gaetano Carito, tecnico del suono italiano
- 1951 - Stanislav Erëmin, ex cestista e allenatore di pallacanestro sovietico
- 1951 - Silvano Gelli, calciatore italiano († 2014)
- 1951 - Christopher Gillis, ballerino e coreografo canadese († 1993)
- 1951 - Mariangela Gualtieri, poetessa e scrittrice italiana
- 1951 - Ramón Heredia, ex calciatore argentino
- 1951 - Brian Joy, ex calciatore inglese
- 1951 - María del Carmen Martínez-Bordiú y Franco, nobile spagnola
- 1951 - John Gerard Noonan, vescovo cattolico irlandese
- 1952 - Mario Baudino, giornalista, saggista e poeta italiano
- 1952 - Caterina Bon Valsassina, storica dell'arte e funzionaria italiana
- 1952 - Pietro Caracciolo, scrittore e storico italiano
- 1952 - Enrico Coveri, stilista, imprenditore e modello italiano († 1990)
- 1952 - John Giblin, bassista britannico († 2023)
- 1952 - Ljudmila Maslakova, ex velocista sovietica
- 1952 - Sebastião Miranda da Silva Filho, ex calciatore brasiliano
- 1952 - Raúl Nogués, ex calciatore argentino
- 1952 - Luka Peruzović, allenatore di calcio e ex calciatore croato
- 1952 - Paolo Rosselli, fotografo italiano
- 1953 - Michael Bolton, cantautore statunitense
- 1953 - Max Engammare, storico e teologo svizzero
- 1953 - Hubert Linard, ex ciclista su strada francese
- 1953 - Alan McGuckian, vescovo cattolico britannico
- 1953 - Barbara Niven, attrice e doppiatrice statunitense
- 1953 - Dino Porrini, ex ciclista su strada italiano
- 1954 - Filippo Bubbico, politico e architetto italiano
- 1954 - Stina Ekblad, attrice finlandese
- 1954 - Recep Tayyip Erdoğan, politico turco
- 1954 - Masaki Eto, ex lottatore giapponese
- 1954 - Aivars Lazdenieks, canottiere sovietico († 2023)
- 1954 - Ted McKnight, ex giocatore di football americano statunitense
- 1954 - Leon de Winter, scrittore olandese
- 1955 - Nico Bodonczy, ex calciatore statunitense
- 1955 - Randy Burke, ex giocatore di football americano statunitense
- 1955 - Francesco Fino, politico italiano
- 1955 - Lorenzo Frison, allenatore di calcio e ex calciatore italiano
- 1955 - Andreas Maislinger, storico e politologo austriaco
- 1955 - Félix Marrero, ex calciatore spagnolo
- 1955 - Gianni Mauro, cantautore, attore teatrale e scrittore italiano
- 1955 - Junki Takegami, sceneggiatore giapponese
- 1955 - Roza Underova, ex marciatrice sovietica
- 1955 - Eusebio Unzué, dirigente sportivo spagnolo
- 1956 - Giorgio Cocilovo, chitarrista, arrangiatore e compositore italiano († 2025)
- 1956 - Michel Houellebecq, scrittore, saggista e poeta francese
- 1956 - Giampaolo Mazza, allenatore di calcio e ex calciatore sammarinese
- 1956 - Patrick Ntsoelengoe, calciatore sudafricano († 2006)
- 1957 - Konstantinos Alexandropoulos, ex velista greco
- 1957 - David Beasley, politico e funzionario statunitense
- 1957 - Marco Beasley, tenore, attore e musicologo italiano
- 1957 - Alan Biley, allenatore di calcio e ex calciatore inglese
- 1957 - Connie Carpenter, ex ciclista su strada, pistard e ex pattinatrice di velocità su ghiaccio statunitense
- 1957 - Hervé Giraud, arcivescovo cattolico francese
- 1957 - Keith Masefield, ex calciatore inglese
- 1957 - Joe Mullen, allenatore di hockey su ghiaccio e ex hockeista su ghiaccio statunitense
- 1957 - Massimo Nicolucci, politico italiano
- 1957 - Keena Rothhammer, ex nuotatrice statunitense
- 1957 - Dariusz Wódke, maestro di scherma e ex schermidore polacco
- 1957 - Michael Zadoorian, scrittore statunitense
- 1957 - Antonello Zappadu, fotoreporter e pubblicista italiano
- 1958 - Paul Ackford, giornalista e rugbista a 15 britannico
- 1958 - Rino Agnello, politico italiano
- 1958 - Karen Berger, curatrice editoriale statunitense
- 1958 - Greg Germann, attore statunitense
- 1958 - Susan Helms, ex astronauta statunitense
- 1958 - Tim Kaine, politico e avvocato statunitense
- 1958 - Carlos Kalmar, direttore d'orchestra uruguaiano
- 1958 - Sadri Khiari, scrittore, giornalista e artista tunisino
- 1959 - Chuck Aleksinas, ex cestista statunitense
- 1959 - Rolando Blackman, ex cestista, allenatore di pallacanestro e dirigente sportivo panamense
- 1959 - Ahmet Davutoğlu, politico turco
- 1959 - Anna Diamantopoulou, politica greca
- 1959 - Shawky Gharib, allenatore di calcio e ex calciatore egiziano
- 1959 - Krista Lane, ex attrice pornografica tedesca
- 1959 - Cosimo Luigi Miccoli, militare italiano († 1987)
- 1959 - José Luis Rodríguez del Corral, scrittore spagnolo
- 1959 - Alessandro Zaninelli, allenatore di calcio e ex calciatore italiano
- 1960 - Corrado Ariaudo, imprenditore italiano
- 1960 - Jaz Coleman, cantante, musicista e compositore britannico
- 1960 - Gabriele Frigato, politico italiano
- 1960 - Hannes Jaenicke, attore e attivista tedesco
- 1960 - Elmar Pichler Rolle, politico e giornalista italiano
- 1960 - Birgit Treiber, ex nuotatrice tedesca orientale
- 1961 - Geoff Dunn, batterista, cantante e compositore britannico
- 1961 - Monika Fagerholm, scrittrice finlandese
- 1961 - Thomas Kinne, traduttore e giornalista tedesco
- 1961 - Louis-Paul Mfédé, calciatore camerunese († 2013)
- 1961 - Souleyman Sané, allenatore di calcio e ex calciatore senegalese
- 1962 - Maurizio Biondi, ex cestista italiano
- 1962 - Gennadij Borisov, astronomo russo
- 1962 - Viorica Ioja, ex canottiera rumena
- 1962 - Avi Loeb, fisico israeliano
- 1962 - Vasilij Nebenzja, diplomatico e ambasciatore russo
- 1962 - Atiq Rahimi, scrittore e regista cinematografico afghano
- 1962 - Simone Santoiemma, militare italiano
- 1962 - Michele Schiano di Visconti, politico italiano
- 1962 - Rubén Sosa, ex giocatore di calcio a 5 argentino
- 1962 - Gota Yashiki, musicista e produttore discografico giapponese
- 1962 - Etienne Ys, politico olandese
- 1963 - Leonard Allen, ex cestista statunitense
- 1963 - Nacho Cano, compositore, musicista e cantante spagnolo
- 1963 - Jaakko Hämeen-Anttila, arabista e islamista finlandese († 2023)
- 1963 - Chase Masterson, attrice e cantante statunitense
- 1963 - Guido Mensching, linguista tedesco
- 1963 - Bernardo Redín, allenatore di calcio e ex calciatore colombiano
- 1964 - Fabián Basualdo, ex calciatore argentino
- 1964 - Mark Dacascos, attore, artista marziale e stuntman statunitense
- 1964 - Petăr Hubčev, allenatore di calcio e ex calciatore bulgaro
- 1964 - Vladimir Krylov, ex velocista russo
- 1964 - Naoto Ōshima, illustratore giapponese
- 1965 - Kosei Akaishi, ex lottatore giapponese
- 1965 - Alison Armitage, attrice britannica
- 1965 - Hernán Díaz, ex calciatore argentino
- 1965 - Pascal Gaban, pilota di rally belga
- 1965 - Alonzo Highsmith, ex giocatore di football americano, ex pugile e dirigente sportivo statunitense
- 1965 - Kai Lagesen, ex calciatore norvegese
- 1965 - Juan Trigos, compositore e direttore d'orchestra messicano
- 1965 - Liz Williams, scrittrice britannica
- 1966 - Anette Gersch, ex sciatrice alpina tedesca
- 1966 - Jennifer Grant, attrice statunitense
- 1966 - Terry Howard, ex calciatore inglese
- 1966 - Najwa Karam, cantante libanese
- 1966 - Urs Kälin, ex sciatore alpino svizzero
- 1966 - Carlos Navarro Montoya, ex calciatore colombiano
- 1966 - Kenji Suda, ex saltatore con gli sci giapponese
- 1966 - Tina Thörner, copilota di rally svedese
- 1967 - Roberta Cardarelli, giornalista, produttrice televisiva e produttrice cinematografica italiana
- 1967 - Currie Graham, attore canadese
- 1967 - Artūras Kasputis, dirigente sportivo, ex ciclista su strada e pistard lituano
- 1967 - Kazuyoshi Miura, calciatore giapponese
- 1967 - Giuseppe Porzio, ex pallanuotista e allenatore di pallanuoto italiano
- 1967 - Rainer Rauffmann, allenatore di calcio e ex calciatore tedesco
- 1967 - Song Ju-seok, ex calciatore sudcoreano
- 1967 - Daniele Vicari, regista e sceneggiatore italiano
- 1968 - Dmitrij Baškevič, ex calciatore uzbeko
- 1968 - Tim Commerford, bassista statunitense
- 1968 - Nicola Gennaro, architetto italiano
- 1968 - Gaudenzio Godioz, ex fondista italiano
- 1968 - Nebojša Ilić, dirigente sportivo e ex cestista serbo
- 1968 - Wim Kiekens, ex calciatore belga
- 1968 - Ed Quinn, attore statunitense
- 1968 - Leif Rohlin, ex hockeista su ghiaccio svedese
- 1968 - Luis Miguel Salvador, ex calciatore messicano
- 1968 - Anja Straub, ex schermitrice svizzera
- 1968 - Ross Partridge, attore, regista e sceneggiatore statunitense
- 1968 - Carina Wiese, attrice tedesca
- 1968 - Roberto De Candia, baritono italiano
- 1969 - Steve Agee, attore, comico e musicista statunitense
- 1969 - Christine Auten, doppiatrice statunitense
- 1969 - Eric Elwood, ex rugbista a 15, allenatore di rugby a 15 e dirigente sportivo irlandese
- 1969 - Ander Garitano, allenatore di calcio e ex calciatore spagnolo
- 1969 - Henrik Lundgaard, pilota di rally e pilota automobilistico danese
- 1969 - Assane N'Diaye, ex cestista senegalese
- 1969 - Yaku Pérez, politico e attivista ecuadoriano
- 1969 - Gabriel Randrianantenaina, vescovo cattolico malgascio
- 1969 - Hitoshi Sakimoto, compositore giapponese
- 1969 - Wang Dan, attivista cinese
- 1969 - James Wearmouth, ex calciatore anglo-verginiano
- 1969 - Chris Willis, cantante statunitense
- 1970 - Predrag Danilović, ex cestista e dirigente sportivo serbo
- 1970 - Ángel Luis, allenatore di calcio e ex calciatore spagnolo
- 1970 - Linda Brava, violinista finlandese
- 1970 - Cathrine Lindahl, giocatrice di curling svedese
- 1970 - Heli Rantanen, ex giavellottista finlandese
- 1970 - Fitzroy Simpson, ex calciatore giamaicano
- 1970 - Travis Smith, illustratore statunitense
- 1971 - Lirio Abbate, giornalista e saggista italiano
- 1971 - Aliou Siby Badra, ex calciatore ivoriano
- 1971 - Erykah Badu, cantautrice e attrice statunitense
- 1971 - Sean Baker, regista, sceneggiatore e montatore statunitense
- 1971 - Hermensen Ballo, ex pugile indonesiano
- 1971 - Ceri Hughes, ex calciatore gallese
- 1971 - Krysti Lynn, attrice pornografica statunitense († 1995)
- 1971 - Max Martin, produttore discografico, compositore e manager svedese
- 1971 - Tsutomu Nihei, fumettista giapponese
- 1971 - Hélène Ségara, cantante francese
- 1971 - Isaac Shai, ex calciatore sudafricano
- 1972 - Khaled Ali, politico egiziano
- 1972 - Pierluigi Bresciani, allenatore di hockey su pista e ex hockeista su pista italiano
- 1972 - Stefano Fattori, dirigente sportivo e ex calciatore italiano
- 1972 - Keith Ferguson, doppiatore statunitense
- 1972 - Victor Huang, cantante malese
- 1972 - Iñaki Hurtado, allenatore di calcio e ex calciatore spagnolo
- 1972 - Kim Seung-gi, ex cestista e allenatore di pallacanestro sudcoreano
- 1972 - Daniele Macciantelli, poliziotto italiano († 2008)
- 1972 - Clint McDaniel, ex cestista statunitense
- 1972 - Jonny Quinn, batterista britannico
- 1972 - Scott Turner, politico, imprenditore e ex giocatore di football americano statunitense
- 1972 - Oliver Wakeman, tastierista e compositore britannico
- 1973 - ATB, disc jockey, musicista e produttore discografico tedesco
- 1973 - Tricia Bader, ex cestista e allenatrice di pallacanestro statunitense
- 1973 - Anders Björler, musicista svedese
- 1973 - Jonas Björler, bassista svedese
- 1973 - Samantha Ceroni, allenatrice di calcio e ex calciatrice italiana
- 1973 - Marshall Faulk, ex giocatore di football americano statunitense
- 1973 - John McCord, ex cestista statunitense
- 1973 - Chiara Muti, attrice cinematografica e attrice teatrale italiana
- 1973 - Miguel Simão, ex calciatore portoghese
- 1973 - Ole Gunnar Solskjær, allenatore di calcio e ex calciatore norvegese
- 1973 - Małgorzata Szumowska, regista, sceneggiatrice e produttrice cinematografica polacca
- 1973 - Jenny Thompson, ex nuotatrice statunitense
- 1973 - Ida Wolden Bache, economista norvegese
- 1974 - Wences Casares, imprenditore argentino
- 1974 - Maurizio Checcucci, ex velocista italiano
- 1974 - Sébastien Loeb, pilota automobilistico e pilota di rally francese
- 1974 - Magno Mocelin, ex calciatore brasiliano
- 1974 - Lola Shoneyin, scrittrice e poetessa nigeriana
- 1974 - Kostjantyn Simčuk, ex hockeista su ghiaccio ucraino
- 1974 - Luca Urbani, musicista italiano
- 1974 - Irina Vlah, politica e giurista moldava
- 1974 - Martina Zellner, ex biatleta tedesca
- 1974 - Stefano D'Aste, pilota automobilistico italiano
- 1975 - Tunde Adebimpe, musicista, cantante e attore statunitense
- 1975 - Giulia Albanese, storica italiana
- 1975 - Per-Johan Axelsson, ex hockeista su ghiaccio svedese
- 1975 - Aleksandr Bočarov, ex ciclista su strada russo
- 1975 - Frank Busemann, ex multiplista e ostacolista tedesco
- 1975 - Gianluca e Raul Cestaro, fumettista italiano
- 1975 - Drew Goddard, sceneggiatore, regista e produttore televisivo statunitense
- 1975 - Radka Kovaříková, ex pattinatrice artistica su ghiaccio cecoslovacca
- 1975 - Stephan Louw, lunghista namibiano
- 1975 - Michel Souamas, ex calciatore gabonese
- 1975 - Tonči Žilić, ex calciatore croato
- 1975 - Elena de' Grimani, fumettista e illustratrice italiana
- 1976 - Demore Barnes, attore canadese
- 1976 - Deborah Gelisio, tiratrice a volo italiana
- 1976 - Dan Goldman, politico statunitense
- 1976 - Tony Gonzalez, ex giocatore di football americano e attore statunitense
- 1976 - Kyle Hamilton, canottiere canadese
- 1976 - Ander Izagirre, giornalista, scrittore e blogger spagnolo
- 1976 - Ante Jazić, ex calciatore canadese
- 1976 - Mauro Lustrinelli, allenatore di calcio e ex calciatore svizzero
- 1976 - Ky-Mani Marley, cantante, attore e rapper giamaicano
- 1976 - Marcel Schelbert, ex ostacolista svizzero
- 1976 - Patrik Siegl, calciatore ceco
- 1976 - Nikolaos Siranidis, ex tuffatore greco
- 1976 - Stanislav Vlček, ex calciatore ceco
- 1976 - Attila Vári, pallanuotista ungherese
- 1977 - Boris Bernaskoni, architetto, ingegnere e editore russo
- 1977 - Syria, cantante italiana
- 1977 - Léider Preciado, ex calciatore colombiano
- 1977 - Greg Rikaart, attore statunitense
- 1977 - Silvia Szalai, ex nuotatrice tedesca
- 1977 - Tim Thomas, ex cestista statunitense
- 1977 - James Wan, regista, sceneggiatore e produttore cinematografico malese
- 1977 - Shane Williams, rugbista a 15 e giornalista britannico
- 1977 - Sara Zambotti, conduttrice radiofonica italiana
- 1978 - Tom Beck, attore e cantante tedesco
- 1978 - Livio Beshir, attore, conduttore televisivo e autore televisivo italiano
- 1978 - Eleonora Cimbro, politica italiana
- 1978 - Abdoulaye Diagne-Faye, ex calciatore senegalese
- 1978 - Kate Hooper, pallanuotista australiana
- 1978 - Viktor Horváth, pentatleta ungherese
- 1978 - Marc Hynes, pilota automobilistico britannico
- 1978 - Mohammed Noor, ex calciatore saudita
- 1978 - Lavor Postell, ex cestista statunitense
- 1978 - Nathan Sharpe, ex rugbista a 15 e conduttore televisivo australiano
- 1978 - Benjamin Veillas, copilota di rally francese
- 1978 - Rachel Veltri, attrice e modella statunitense
- 1979 - Guy Bwelle, ex calciatore camerunese
- 1979 - Néstor Contreras, ex calciatore cileno
- 1979 - Richard Egington, canottiere britannico
- 1979 - Steve Evans, allenatore di calcio e ex calciatore gallese
- 1979 - Stefan Giglio, ex calciatore maltese
- 1979 - Bjarni Eggerts Guðjónsson, ex calciatore e allenatore di calcio islandese
- 1979 - Shauntay Hinton, modella e attrice statunitense
- 1979 - Pascal Kalemba, calciatore della Repubblica Democratica del Congo († 2012)
- 1979 - Pedro Mendes, ex calciatore portoghese
- 1979 - Shalim Ortiz, attore e cantante portoricano
- 1979 - Corinne Bailey Rae, cantautrice e chitarrista britannica
- 1980 - Steve Blake, ex cestista e allenatore di pallacanestro statunitense
- 1980 - Ming Dao, cantante, attore e modello taiwanese
- 1980 - Magomed Daudov, politico, generale e dirigente sportivo russo
- 1980 - Piero Dread, cantante, musicista e produttore discografico italiano
- 1980 - MinusAndPlus, compositore, produttore discografico e musicista italiano
- 1980 - Martin Jakubko, ex calciatore slovacco
- 1980 - Milan Šperl, ex fondista ceco
- 1980 - Georgia Taylor, attrice britannica
- 1980 - Aree Wiratthaworn, ex sollevatrice thailandese
- 1980 - Júlio César da Silva e Souza, ex calciatore brasiliano
- 1981 - Märt Avandi, attore e comico estone
- 1981 - Tomislav Dujmović, ex calciatore croato
- 1981 - Alessandro Fabbro, allenatore di calcio e ex calciatore italiano
- 1981 - Andrej Fedjaev, cosmonauta russo
- 1981 - Daniel Geale, pugile australiano
- 1981 - Demetrius Grosse, attore statunitense
- 1981 - Edyta Herbuś, ballerina e attrice polacca
- 1981 - Robert Mathis, ex giocatore di football americano statunitense
- 1981 - Jean-Pascal Mignot, ex calciatore francese
- 1981 - Michael James Stewart, ex calciatore scozzese
- 1981 - Alex Uhlmann, cantautore e chitarrista lussemburghese
- 1981 - Sharon Van Etten, cantautrice e attrice statunitense
- 1981 - Zach Wells, ex calciatore statunitense
- 1981 - Damion Williams, ex calciatore giamaicano
- 1981 - Tanja Ćirov, ex cestista serba
- 1982 - Mario Austin, ex cestista statunitense
- 1982 - Stefan Merrill Block, scrittore statunitense
- 1982 - Jean-Baptiste Djebbari, politico francese
- 1982 - Sara Gazarek, cantante e cantautrice statunitense
- 1982 - Damián Giménez, ex calciatore argentino
- 1982 - Li Na, ex tennista cinese
- 1982 - Elxan Məmmədov, judoka azero
- 1982 - Bojan Neziri, ex calciatore serbo
- 1982 - Fábio de Matos Pereira, ex calciatore brasiliano
- 1982 - Nate Ruess, cantautore statunitense
- 1982 - Jenni Screen, ex cestista australiana
- 1982 - Brian Shaw, sollevatore e strongman statunitense
- 1982 - Johnny Thomsen, calciatore danese
- 1983 - Sergej Bykov, ex cestista e allenatore di pallacanestro russo
- 1983 - Floris Evers, hockeista su prato olandese
- 1983 - Astor Henríquez, ex calciatore honduregno
- 1983 - Marco Lazaga, calciatore paraguaiano
- 1983 - Yamna Lobos, ballerina e conduttrice televisiva cilena
- 1983 - Erin McLeod, calciatrice canadese
- 1983 - Kara Monaco, modella statunitense
- 1983 - Pepe, ex calciatore brasiliano
- 1983 - Ilenia Sancassani, ex calciatrice italiana
- 1983 - Mikael Yourassowsky, ex calciatore belga
- 1984 - Emmanuel Adebayor, ex calciatore togolese
- 1984 - Alex De Angelis, pilota motociclistico sammarinese
- 1984 - TJ Grant, artista marziale misto canadese
- 1984 - Natalia Lafourcade, cantautrice messicana
- 1984 - Adrián Lastra, attore spagnolo
- 1984 - Víctor Mareco, ex calciatore paraguaiano
- 1984 - Espen Ruud, ex calciatore norvegese
- 1984 - Beren Saat, attrice turca
- 1984 - Timea Szijjártová, cestista slovacca
- 1984 - Aleksandar Todorovski, calciatore macedone
- 1984 - Murat Tosun, ex calciatore turco
- 1984 - Zou Lihong, atleta paralimpica cinese
- 1984 - Eñaut Zubikarai, allenatore di calcio e ex calciatore spagnolo
- 1985 - Gee Atherton, mountain biker britannico
- 1985 - Fahad Awadh, calciatore kuwaitiano
- 1985 - Shiloh Fernandez, attore statunitense
- 1985 - Miki Fujimoto, cantante, attrice e modella giapponese
- 1985 - Josip Fuček, calciatore croato
- 1985 - Bastien Geiger, calciatore svizzero
- 1985 - Nikola Ilić, cestista serbo († 2012)
- 1985 - Iwo Kitzinger, ex cestista polacco
- 1985 - Santiago Korovsky, attore, regista e sceneggiatore argentino
- 1985 - Fernando Llorente, ex calciatore spagnolo
- 1985 - Carolin Nytra, ostacolista tedesca
- 1985 - Sanya Richards-Ross, ex velocista statunitense
- 1985 - Mike Robertson, ex snowboarder canadese
- 1985 - Matthew Sadler, allenatore di calcio e ex calciatore inglese
- 1985 - Torey Thomas, ex cestista statunitense
- 1985 - Josh Wagenaar, ex calciatore canadese
- 1985 - Leandro dos Santos de Jesus, ex calciatore brasiliano
- 1986 - Pascal Bieler, ex calciatore tedesco
- 1986 - Grigorij Čirkin, ex calciatore russo
- 1986 - Crystal Kay, cantante giapponese
- 1986 - Ian Gaynair, calciatore beliziano
- 1986 - Tim Jamison, giocatore di football americano statunitense
- 1986 - Hannah Kearney, ex sciatrice freestyle statunitense
- 1986 - Leila Lopes, modella angolana
- 1986 - Jenny Mensing, nuotatrice tedesca
- 1986 - Nacho Monreal, ex calciatore spagnolo
- 1986 - Georg Niedermeier, calciatore tedesco
- 1986 - Teresa Palmer, attrice australiana
- 1986 - Levan Pantsulaia, scacchista georgiano
- 1986 - Guo Shuang, pistard cinese
- 1986 - Vaidas Slavickas, allenatore di calcio e ex calciatore lituano
- 1986 - Sophie Smith, pallanuotista australiana
- 1986 - Elif Ulaş, hockeista su ghiaccio e pattinatrice artistica su ghiaccio turca
- 1986 - Astrid van der Veen, cantante olandese
- 1987 - Saad Attiya, calciatore iracheno
- 1987 - Julia Bond, ex attrice pornografica statunitense
- 1987 - Francesco Casisa, attore italiano
- 1987 - Fábio Ervões, ex calciatore portoghese
- 1987 - Ken Hasegawa, artista marziale misto giapponese
- 1987 - Ole Heieren Hansen, ex calciatore norvegese
- 1987 - Darrius Heyward-Bey, giocatore di football americano statunitense
- 1987 - Kim Seng-yong, allenatore di calcio e ex calciatore giapponese
- 1987 - Juraj Kucka, calciatore slovacco
- 1987 - Pia Carmen Lionetti, arciera italiana
- 1987 - Margherita Magnani, mezzofondista italiana
- 1987 - Marc Mboua, ex calciatore camerunese
- 1987 - Stanislav Mel'nykov, ostacolista ucraino
- 1987 - Pavel Moroz, pallavolista russo
- 1987 - Ricardo Noir, calciatore argentino
- 1987 - Johan Plat, allenatore di calcio e ex calciatore olandese
- 1987 - Mehrdad Pooladi, calciatore iraniano
- 1987 - Marco Ramos Esquivel, cestista messicano
- 1987 - Jean-Philippe Sabo, ex calciatore francese
- 1987 - Johan Sjöstrand, ex pallamanista svedese
- 1987 - Francesco Stanco, calciatore italiano
- 1987 - Orestes Torres, cestista cubano
- 1987 - Andrea Šušnjara, cantante croata
- 1988 - Alberto Acosta Alvarado, calciatore messicano
- 1988 - Demetrius Andrade, pugile statunitense
- 1988 - Alkisti Avramidou, pallanuotista greca
- 1988 - Blair Bann, pallavolista canadese
- 1988 - Laurynas Bareiša, regista e sceneggiatore lituano
- 1988 - Olga Kent, modella e attrice moldava
- 1988 - Cimini, cantautore italiano
- 1988 - Matteo Ciofani, allenatore di calcio e ex calciatore italiano
- 1988 - Brittnee Cooper, pallavolista statunitense
- 1988 - Reilly Dolman, attore canadese
- 1988 - Tefai Faehau, calciatore francese
- 1988 - Pavel Ivanov, ex cestista bulgaro
- 1988 - Kim Yeon-koung, pallavolista sudcoreana
- 1988 - Sven Kums, calciatore belga
- 1988 - Lee Yeon-hee, attrice e modella sudcoreana
- 1988 - Danny Mac, attore britannico
- 1988 - Aleksandar Maksimović, lottatore serbo
- 1988 - Sima Martausová, cantante slovacca
- 1988 - Garrett Muagututia, pallavolista statunitense
- 1988 - Marcus Nilsson, ex calciatore svedese
- 1988 - Sinta Ozoliņa, giavellottista lettone
- 1988 - Gavino Sanna, fantino italiano
- 1988 - David Joel Williams, calciatore australiano
- 1988 - Deniz Yılmaz, ex calciatore azero
- 1989 - Anastasija Bannova, arciera kazaka
- 1989 - Ditmar Biçaj, allenatore di calcio e ex calciatore albanese
- 1989 - Kennedy Igboananike, calciatore nigeriano
- 1989 - Marieke Koekkoek, politica olandese
- 1989 - Stefano Locatelli, ex ciclista su strada italiano
- 1989 - Marwan Mohsen, calciatore egiziano
- 1989 - Iván Moreno, pilota motociclistico spagnolo
- 1989 - Laura Nicholls, ex cestista spagnola
- 1989 - Gabriel Obertan, calciatore francese
- 1989 - Davina Philtjens, calciatrice belga
- 1989 - Aleksandr Prudnikov, ex calciatore russo
- 1989 - James Wilson, calciatore gallese
- 1989 - Jevgēņijs Ņerugals, calciatore lettone
- 1990 - Paris Adot, calciatore spagnolo
- 1990 - Baptiste Buntschu, ex calciatore svizzero
- 1990 - Giada Di Camillo, calciatrice italiana
- 1990 - Nikola Jakimovski, ex calciatore macedone
- 1990 - Lu Wen, ex cestista cinese
- 1990 - Sara Martínez, atleta paralimpica spagnola
- 1990 - Gabriel Matei, calciatore rumeno
- 1990 - Nicklaus Matti, giocatore di football americano svizzero
- 1990 - Aleksandar Miljković, calciatore serbo
- 1990 - Djibril Paye, calciatore guineano
- 1990 - Guido Pizarro, allenatore di calcio e ex calciatore argentino
- 1990 - Alvise Pérez, politico spagnolo
- 1990 - Leon Radošević, cestista croato
- 1990 - Damian Schulz, pallavolista polacco
- 1990 - Sergi Enrich, calciatore spagnolo
- 1990 - Eiður Aron Sigurbjörnsson, calciatore islandese
- 1990 - Manoel Messias Silva Carvalho, calciatore brasiliano
- 1990 - Greg Van Roten, giocatore di football americano statunitense
- 1991 - Calum Butcher, calciatore inglese
- 1991 - Ryan Carrethers, giocatore di football americano statunitense
- 1991 - Chandler Catanzaro, giocatore di football americano statunitense
- 1991 - Luca Catellani, pallavolista italiano
- 1991 - Rhyan Grant, calciatore australiano
- 1991 - Sergio Guzmán, tuffatore messicano
- 1991 - Carlos Layoy, altista argentino
- 1991 - CL, rapper e cantautrice sudcoreana
- 1991 - Caitlin Leverenz, ex nuotatrice statunitense
- 1991 - Max Lloyd-Jones, attore britannico
- 1991 - Thierry Moutinho, calciatore svizzero
- 1991 - Kevin Plawecki, giocatore di baseball statunitense
- 1991 - Elisabetta Priante, giocatrice di squash italiana
- 1991 - Emanuela Rei, attrice e cantante italiana
- 1991 - Björn Bergmann Sigurðarson, ex calciatore islandese
- 1991 - Oleksandr Skljar, calciatore ucraino
- 1991 - Anton Tinnerholm, ex calciatore svedese
- 1991 - Henk Veerman, calciatore olandese
- 1992 - Gege Akutami, fumettista giapponese
- 1992 - Phénix Brossard, attore francese
- 1992 - Rajiv Dhall, cantante statunitense
- 1992 - Megan Farrel, snowboarder canadese
- 1992 - Leandro González Pirez, calciatore argentino
- 1992 - Mikael Granlund, hockeista su ghiaccio finlandese
- 1992 - Marcelo Herrera, calciatore argentino
- 1992 - Wyn Jones, rugbista a 15 britannico
- 1992 - Janick Kamber, calciatore svizzero
- 1992 - Nikolaj Lazarev, pallanuotista russo
- 1992 - Dmïtrïý Mïroşnïçenko, calciatore kazako
- 1992 - Stefan Mugoša, calciatore montenegrino
- 1992 - Ivy Nile, wrestler statunitense
- 1992 - Nick Paulos, cestista statunitense
- 1992 - Jaqıp Qojamberdı, calciatore kazako
- 1992 - Toby Sebastian, attore e cantante britannico
- 1992 - Matz Sels, calciatore belga
- 1992 - Aina Torres, calciatrice spagnola
- 1992 - Demet Özdemir, attrice e ballerina turca
- 1992 - Lazar Ćirović, pallavolista serbo
- 1993 - Kennard Backman, giocatore di football americano statunitense
- 1993 - Morgan Brian, calciatrice statunitense
- 1993 - Dávid Dombó, calciatore ungherese
- 1993 - Maria Ehrich, attrice tedesca
- 1993 - Sykes Garro, calciatore gibilterriano
- 1993 - Federico Gino, calciatore uruguaiano
- 1993 - Fabian Hürzeler, allenatore di calcio e ex calciatore tedesco
- 1993 - Tiago Ilori, calciatore portoghese
- 1993 - Jesé Rodríguez, calciatore spagnolo
- 1993 - Aaron Jones, ex calciatore inglese
- 1993 - Léon, cantante svedese
- 1993 - Kōtarō Matsushima, rugbista a 15 sudafricano
- 1993 - Johan Meyer, rugbista a 15 sudafricano
- 1993 - Cafú, calciatore portoghese
- 1993 - Norma Rizzi, cestista italiana
- 1993 - Porsha Roberts, ex cestista statunitense
- 1993 - Kaleb Tarczewski, cestista statunitense
- 1993 - Giuseppe Vicino, canottiere italiano
- 1993 - Aimee Willmott, nuotatrice britannica
- 1994 - Tommaso Arrigoni, calciatore italiano
- 1994 - Abdulfattah Asiri, calciatore saudita
- 1994 - Matija Boben, calciatore sloveno
- 1994 - Ahmet Çalık, calciatore turco († 2022)
- 1994 - Cristian Colmán, calciatore paraguaiano
- 1994 - Dino Dolmagić, calciatore serbo
- 1994 - Brandon Gill, politico statunitense
- 1994 - Keeno, disc jockey, polistrumentista e produttore discografico britannico
- 1994 - Jordan King, pilota automobilistico britannico
- 1994 - Kalle Koljonen, giocatore di badminton finlandese
- 1994 - Sik-K, rapper sudcoreano
- 1994 - Tavario Miller, cestista bahamense
- 1994 - Daniel Pearson, ciclista su strada britannico
- 1994 - Bajrang Punia, lottatore indiano
- 1994 - Javier Saiz, cestista argentino
- 1994 - Andri Silberschmidt, imprenditore e politico svizzero
- 1994 - Jacob Trouba, hockeista su ghiaccio statunitense
- 1994 - Anthony Watson, rugbista a 15 britannico
- 1995 - Dávid Ivan, calciatore slovacco
- 1995 - Jesse Edge, calciatore neozelandese
- 1995 - Valentin Grubeck, calciatore austriaco
- 1995 - Kristofor Mahler, sciatore freestyle canadese
- 1995 - Clayton Murphy, mezzofondista statunitense
- 1995 - Anton Persson, fondista svedese
- 1995 - Daniel Soungole, calciatore ivoriano
- 1995 - P.J. Walker, giocatore di football americano statunitense
- 1995 - Joe Wright, calciatore gallese
- 1995 - Gergő Zalánki, pallanuotista ungherese
- 1996 - Alicia Agneson, attrice svedese
- 1996 - İlayda Alişan, attrice turca
- 1996 - Marie-Florence Candassamy, schermitrice francese
- 1996 - Daniil Dil'man, snowboarder russo
- 1996 - Runar Espejord, calciatore norvegese
- 1996 - Diego Ferreira Matheus, calciatore brasiliano
- 1996 - José García, calciatore messicano
- 1996 - Oussama Idrissi, calciatore olandese
- 1996 - Shakhboz Kholmurzaev, canottiere uzbeko
- 1996 - Marvin Ogunsipe, cestista austriaco
- 1996 - Dennis Salanović, calciatore liechtensteinese
- 1996 - Dylan Sunderland, ciclista su strada australiano
- 1996 - Borja Sánchez Laborde, calciatore spagnolo
- 1996 - Panagiōtīs Zachariou, calciatore cipriota
- 1997 - Albian Ajeti, calciatore svizzero
- 1997 - Giulia Angelina, pallavolista italiana
- 1997 - Bjørn Brudevoll, ex sciatore alpino norvegese
- 1997 - Enric Franquesa, calciatore spagnolo
- 1997 - Engjëll Hoti, calciatore tedesco
- 1997 - Ludovica Martino, attrice italiana
- 1997 - Mychajlo Meschi, calciatore ucraino
- 1997 - Ni Shiqun, scacchista cinese
- 1997 - Stefan Šapić, calciatore serbo
- 1997 - Malcom, calciatore brasiliano
- 1997 - Ben Tilney, calciatore inglese
- 1997 - Viktor Tranberg, ex calciatore danese
- 1997 - Gastón Vitancurt, calciatore uruguaiano
- 1997 - Shaquile Woudstra, calciatore olandese
- 1997 - İlke Özyüksel, pentatleta turca
- 1998 - Trevor Bassitt, ostacolista e velocista statunitense
- 1998 - Pietro Canzio, ex sciatore alpino italiano
- 1998 - Zoe Chore, sciatrice freestyle canadese
- 1998 - Rohan Gotobed, attore britannico
- 1998 - Yetur Gross-Matos, giocatore di football americano statunitense
- 1998 - Makenna Jones, tennista statunitense
- 1998 - Benny Snell Jr., giocatore di football americano statunitense
- 1998 - Kamil Wojtkowski, calciatore polacco
- 1998 - André Sousa, calciatore portoghese
- 1999 - Hannes Agnarsson, calciatore faroese
- 1999 - Albert Alavedra, ex calciatore spagnolo
- 1999 - Massimo Bertagnoli, calciatore italiano
- 1999 - Josh Carlton, cestista statunitense
- 1999 - Rodrigo Castillo, calciatore argentino
- 1999 - Victoria Dilfer, pallavolista statunitense
- 1999 - Tomás Durso, calciatore argentino
- 1999 - Adolfo Gaich, calciatore argentino
- 1999 - İnci Güçlü, cestista turca
- 1999 - Boubacar Hanne, calciatore portoghese
- 1999 - Hirokazu Ishihara, calciatore giapponese
- 1999 - Andrij Kravčuk, calciatore ucraino
- 1999 - Ali Malolah, calciatore qatariota
- 1999 - Miguel Ángel Navarro, calciatore venezuelano
- 1999 - Lorenzo Nocelli, pallamanista italiano
- 1999 - Denelle Pedrick, ginnasta canadese
- 1999 - Juninho Piauiense, calciatore brasiliano
- 1999 - Janderson Santos de Souza, calciatore brasiliano
- 1999 - Lindon Selahi, calciatore belga
- 1999 - Luan Silva dos Santos, calciatore brasiliano
- 1999 - Zachary Simmons, cestista statunitense
- 1999 - Johan Stenmark, calciatore svedese
- 1999 - Rojé Stona, discobolo giamaicano
- 1999 - Todor Todoroski, calciatore macedone
- 1999 - Keaton Wallace, cestista statunitense
- 1999 - Adrián de la Fuente, calciatore spagnolo
- 1999 - Elvira Öberg, biatleta svedese
- 2000 - Francisco Fabián Álvarez, calciatore argentino
- 2000 - Loide Augusto, calciatore angolano
- 2000 - Matthew Bergeron, giocatore di football americano canadese
- 2000 - Alexis Gutiérrez, calciatore messicano
- 2000 - Tymoteusz Klupś, calciatore polacco
- 2000 - Sigurd Kvile, calciatore norvegese
- 2000 - Margaret MacNeil, ex nuotatrice canadese
- 2000 - Boris Popovic, calciatore serbo
- 2000 - Craig Porter, cestista statunitense
- 2000 - Blake Quick, ciclista su strada e pistard australiano
- 2000 - Facundo Rodríguez, calciatore argentino
- 2000 - Nazareno Romero, calciatore argentino
- 2000 - Nyara Sabally, cestista e allenatrice di pallacanestro tedesca
- 2000 - Yeat, rapper statunitense
- 2000 - Aleksandr Šaškov, cestista russo

## XXI secolo(36)
- 2001 - Daniil Chlusevič, calciatore russo
- 2001 - Antoine Colassin, calciatore belga
- 2001 - Lucão, calciatore brasiliano
- 2001 - Mattia Gottardo, pallavolista italiano
- 2001 - Fredrik Hammar, calciatore svedese
- 2001 - Kōki Hinokio, calciatore giapponese
- 2001 - David Johnson, cestista statunitense
- 2001 - Theo Johnson, giocatore di football americano canadese
- 2001 - Lucas Lemos, calciatore uruguaiano
- 2001 - Jamie Leweling, calciatore tedesco
- 2001 - Leonardo Realpe, calciatore ecuadoriano
- 2001 - Tristan Schoolkate, tennista australiano
- 2001 - Luigi Strangis, cantautore e polistrumentista italiano
- 2001 - Bralen Trice, giocatore di football americano statunitense
- 2001 - Kevin Villodres, calciatore spagnolo
- 2002 - Mouzinho, calciatore est-timorese
- 2002 - Rudy Demahis-Ballou, cestista francese
- 2002 - Gerard Martín, calciatore spagnolo
- 2002 - Enrico Piatti, schermidore italiano
- 2002 - César Tárrega, calciatore spagnolo
- 2002 - Kauli Vaast, surfista francese
- 2002 - Maarten Vandevoordt, calciatore belga
- 2003 - Gael Bonilla, cestista messicano
- 2003 - Ariel Gamarra, calciatore paraguaiano
- 2003 - Mohamed Hamdy, calciatore egiziano
- 2003 - Harun Ibrahim, calciatore svedese
- 2003 - Jamal Musiala, calciatore tedesco
- 2003 - Levi Colwill, calciatore inglese
- 2003 - Luciano Silva Santos, calciatore brasiliano
- 2004 - Víctor Arteaga, calciatore messicano
- 2004 - Bıbisara Asaubaeva, scacchista kazaka
- 2004 - Océane Babel, tennista francese
- 2004 - Theodor Brækken, sciatore alpino norvegese
- 2004 - Hadrien David, pilota automobilistico francese
- 2004 - Romano Püntener, mountain biker liechtensteinese
- 2004 - Matyáš Vojta, calciatore ceco